# Hawley (Minnesota)
Hawley és una població dels Estats Units a l'estat de Minnesota. Segons el cens del 2000 tenia 1.882 habitants.

## Demografia
Segons el cens del 2000, Hawley tenia 1.882 habitants, 744 habitatges, i 514 famílies. La densitat de població era de 295,4 habitants per km².
Dels 744 habitatges en un 34,3% hi vivien nens de menys de 18 anys, en un 56,9% hi vivien parelles casades, en un 8,7% dones solteres, i en un 30,8% no eren unitats familiars. En el 28% dels habitatges hi vivien persones soles el 15,7% de les quals corresponia a persones de 65 anys o més que vivien soles. El nombre mitjà de persones vivint en cada habitatge era de 2,45 i el nombre mitjà de persones que vivien en cada família era de 3,02.
Per edats la població es repartia de la següent manera: un 26,5% tenia menys de 18 anys, un 7,3% entre 18 i 24, un 26,8% entre 25 i 44, un 19,3% de 45 a 60 i un 20% 65 anys o més.
L'edat mediana era de 38 anys. Per cada 100 dones de 18 o més anys hi havia 94,5 homes.
La renda mediana per habitatge era de 35.652 $ i la renda mediana per família de 47.188 $. Els homes tenien una renda mediana de 33.333 $ mentre que les dones 21.284 $. La renda per capita de la població era de 17.178 $. Entorn del 7,2% de les famílies estaven per davall del llindar de pobresa.

## Poblacions més properes
El següent diagrama mostra les poblacions més properes.